# S62 (stjärna)
S62 är en stjärna i hopen som omger Sagittarius A*, det supermassiva svarta hålet i av Vintergatans centrum. S62 kretsar kring Sagittarius A* med en omloppsperiod av 9,9 år, den kortaste kända (2019) omloppsperiod för någon stjärna runt Sagittarius A*. Den tidigare rekordhållaren, S55, har en period på 12,8 år.
Dessutom har S62 en mycket excentrisk bana som gör att den passerar mycket nära Sagittarius A*, endast 16 astronomiska enheter (2,4 miljarder kilometer) och mindre än avståndet mellan Uranus och solen. Stjärnan passerar därför bara omkring 215 gånger Schwarzschildradien för Sagittarius A* som är ungefär 0,082 AE, eller 12 miljoner kilometer). Den är närmare Sagittarius A* än det tidigare rekordet, cirka 45 AE (6,7 miljarder kilometer, 550 Schwarzschildradier) som hålls av stjärnan S175, och mycket närmare än den bättre studerade S2 (118 AE, 18 miljarder kilometer eller 1 440 Schwarzschildradier) ).
S62 passerar så nära Sagittarius A* att dess bana har en mycket stor precession: dess bana skiftar med cirka 10° för varje varv. Vid närmast närmande är dess hastighet cirka 0,10 c (10 procent av ljusets hastighet) i förhållande till Sagittarius A*. S62:s senaste inställning till Sagittarius A* var mot slutet av 2022.
Upptäckten av S62 klargjorde gränserna för massfördelningen i Vintergatans centrum, vilket visar att (4,15 ± 0,6)×106 solmassor är koncentrerade inom 16 AE från centrum, helt överensstämmande med att Sagittarius A* är ett supermassivt svart hål.